# Studio di coorte
Uno studio di coorte (talvolta erroneamente chiamato studio di pannello mal traducendo l'inglese panel study) è una forma di studio longitudinale (un tipo di studio osservazionale) usato nella medicina, nelle scienze sociali, scienze attuariali e in ecologia. Consiste in un'analisi dei fattori di rischio, segue un campione di persone prive di malattia e usa correlazioni per determinare il rischio assoluto per un soggetto di contrarne. In epidemiologia si tratta di un tipo di studio clinico e può essere paragonato con le analisi trasversali. Gli studi di coorte riguardano soprattutto la storia e la vita di segmenti di popolazioni e degli individui che li compongono.
Una coorte è un gruppo di persone che condividono una caratteristica o un'esperienza in comune all'interno di un periodo definito (per esempio dalla nascita, o durante l'esposizione ad un farmaco o ad un inquinante, o in seguito alla somministrazione di un vaccino, o mentre vengono sottoposti a determinate procedure mediche). Perciò un gruppo di persone nate in un giorno o periodo particolare, per esempio nel 1948, formano una coorte di nascita. Il gruppo di paragone può essere la popolazione generale dalla quale la coorte è tratta, oppure può essere un'altra coorte di persone ritenute avere minima o nulla esposizione alla sostanza sotto investigazione, ma per il resto simile. Alternativamente, dei sottogruppi nella coorte possono essere paragonati fra di loro.
Uno studio controllato randomizzato, nella gerarchia delle prove nella terapia, risulta una metodologia superiore, poiché limita il potenziale per ogni condizionamento assegnando casualmente un gruppo di pazienti ad intervento ed un altro gruppi di pazienti ad un non-intervento (placebo). Ciò minimizza la possibilità che l'incidenza di una variabile nascosta (soprattutto se sconosciuta) differisca fra i due gruppi. Tuttavia, è importante notare che uno SCR può non essere adatto a tutti i casi mentre altre metodologie potrebbero risultare più appropriate per investigare gli obiettivi di uno studio.
Gli studi di coorte possono essere condotti prospettivamente o retrospettivamente da dati archiviati.

## Applicazione
In medicina, uno studio di coorte è spesso condotto per ottenere una prova per rifiutare l'esistenza di una sospetta associazione fra causa ed effetto; il fallimento nel rifiutare un'ipotesi rafforza la confidenza in essa. È cruciale che la coorte sia identificata prima della comparsa della malattia sotto indagine. I gruppi di studio seguono un gruppo di persone che non manifestano la malattia per un periodo di tempo e seguono chi la sviluppa (nuovi casi incidenti). La coorte non può perciò essere definita come un gruppo di persone già ammalate. Gli studi di coorte prospettica (longitudinale) fra l'esposizione e la malattia danno un forte aiuto nell'analizzare le associazioni casuali, sebbene distinguere la vera causa di solito richiede un'ulteriore conferma da altri procedimenti sperimentali.
Il vantaggio dei dati di uno studio di coorte prospettica è che possono aiutare a determinare i fattori di rischio nel contrarre una nuova malattia perché consistono in un'osservazione longitudinale dell'individuo attraverso il tempo ed in una raccolta di dati ad intervalli regolari, perciò la distorsione del ricordo (recall bias in inglese) è ridotta. Tuttavia, gli studi di coorte sono dispendiosi da condurre, sono sensibili alla perdita di casi (abbandono) e richiedono molto tempo prima di generare dati utili.
Ciò nonostante, i risultati ottenuti da studi di coorte a lungo termine sono sostanzialmente di qualità superiore a quelli ottenuti da studi retrospettivi/trasversali. Gli studi di coorte prospettica sono considerati quelli che forniscono i risultati più affidabili nell'epidemiologia osservativa. Essi permettono di studiare un'ampia gamma di associazioni fra esposizione e malattia.
Alcuni studi di coorte analizzano gruppi di bambini fin dalla loro nascita e registrano un ampio spettro di informazioni (esposizioni). Il valore dello studio di coorte dipende dalla capacità dei ricercatori di rimanere in contatto con tutti i membri della coorte. Alcuni studi sono proseguiti per decadi.
In uno studio di coorte la popolazione sotto indagine consiste di individui a rischio di contrarre una specifica malattia o un cambiamento della condizione di salute.

## Esempi
Un esempio di domanda epidemiologica a cui si può rispondere con l'utilizzo di uno studio di coorte è: l'esposizione ad X (per esempio, il fumo) è associata al risultato Y (per esempio, cancro ai polmoni)? Un tale studio recluterebbe un gruppo di fumatori ed un gruppo di non fumatori (gruppo non esposto) per seguirli in un determinato periodo di tempo e notare le differenze nel tasso d'incidenza del cancro ai polmoni fra i due gruppi al termine della loro vita. Per i due gruppi si terrà conto anche di molte altre variabili come lo stato economico o lo stile di vita di modo che la variabile indipendente (in questo caso il fumo) possa essere isolata come causa della variabile dipendente (il cancro ai polmoni).
In questo esempio una crescita statisticamente significativa nell'incidenza del cancro ai polmoni nel gruppo dei fumatori, paragonata al gruppo di non fumatori, è un'evidenza a favore dell'ipotesi.
Tuttavia, risultati rari, come il cancro al polmone, non sono generalmente studiati con l'uso di uno studio di coorte, ma con uno studio di caso-controllo.
Termini di studio più corti sono comunemente usati nella ricerca medica come forma di studio clinico, o per verificare una particolare ipotesi di importanza clinica. Tali studi tipicamente seguono due gruppi di pazienti per un periodo di tempo e li mettono a confronto secondo un punto d'arrivo od un risultato misurabile fra i due campioni.
Uno studio controllato randomizzato, nella gerarchia delle prove nella terapia, risulta una metodologia superiore, poiché limita il potenziale per ogni condizionamento assegnando casualmente un gruppo di pazienti ad intervento ed un altro gruppi di pazienti ad un non-intervento (placebo). Ciò minimizza la possibilità che l'incidenza di un fattore di confusione differisca fra i due gruppi. 
Tuttavia, a volte non è pratico o etico condurre uno SCR per rispondere ad una ipotesi clinica. Per tornare all'esempio precedente, se si avessero già considerevoli prove che il fumo provochi il cancro ai polmoni, allora persuadere un campione di non fumatori a fumare per verificare l'ipotesi verrebbe generalmente considerato non etico.
Due esempi di studi di coorte che sono stati mandati avanti per oltre 50 anni sono il Framingham Heart Study ed il National Child Development Study (NCDS), i più largamente studiati degli studi di coorte britannici.
Le scoperte chiave dell'NCDS ed un profilo dettagliato dello studio compaiono nel cosiddetto International Journal of Epidemiology.
Esso inoltre mette a confronto due studi, il Millennium Cohort Study (USA) e il The King’s Cohort (UK).
Il più grande studio di coorte sulle donne è il Nurses' Health Study. Iniziato nel 1976, segue oltre 120.000 infermiere ed è stato analizzato per le più svariate condizioni e risultati.
Il più grande studio di coorte in Africa è il Birth to Twenty. Iniziato nel 1990, segue oltre 3000 bambini nati nelle settimane successive alla liberazione di Nelson Mandela dalla prigionia.
Altri esempi famosi sono il Grant Study che segue un certo numero di laureati ad Harvard dagli anni '50 e il Whitehall Study che segue 10.308 addetti civili britannici.

## Variazioni
Il diagramma utilizzato in certe rappresentazioni grafiche indica il punto iniziale e la direzione della coorte e degli studi caso-controllo.
Negli studi caso-controllo l'analisi procede da malattie documentate a cui seguono indagini condotte per giungere alle possibili cause. Negli studi di coorte la raccolta dati inizia con la causa supposta di malattia, mentre sono condotte osservazioni all'occorrenza di malattie relative all'ipotetico agente causale.

### Coorte attuale e storica
Uno studio di coorte attuale rappresenta un vero studio prospettico in cui i dati riguardanti l'esposizione sono assemblati prima della comparsa della malattia. Per esempio, l'Oxford Family Planning Association Study nel Regno Unito, che intendeva provvedere una visione bilanciata degli effetti benefici e negativi dei metodi contraccettivi. Questo studio ha fornito una grande quantità di informazioni sull'efficacia e la sicurezza dei metodi di contraccezione, in particolare pillole orali, diaframma e mezzi intrauterini.
Uno studio di coorte storico raccoglie i dati riguardanti l'esposizione e la comparsa della malattia dopo che gli eventi hanno avuto luogo e i soggetti (coloro esposti e non esposti all'agente sotto studio) sono raccolti dai cataloghi esistenti o dai registri della sanità pubblica.
Una "coorte prospettrica" definisce i gruppi prima che lo studio sia completato, mentre gli studi storici, a volte definiti "coorte retrospettiva", definiscono i gruppi dopo la raccolta dei dati.
Esempi della seconda sono la Mortalità a lungo-termine dopo chirurgia gastrica ed il cosiddetto The Lothian Birth Cohort Studies.
Sebbene gli studi storici a volte vengono definiti retrospettivi, si tratta di un termine improprio dato che i principi metodologici degli studi di coorte storici e prospettici sono gli stessi.

### Studio caso-controllo nidificato
Un esempio di studio caso-controllo nidificato è Indicatori di infiammazione e rischio di coronaropatia in uomini e donne, che fu un'analisi di caso-controllo estratta dalla coorte del Framingham Heart Study.

### Esame di pannello domestico
Un esame di pannello domestico è un importante sotto-tipo di studio di coorte. Essi attingono esempi rappresentativi di abitazioni e li esaminano, seguendo ogni individuo attraverso il tempo di solito su base annuale. Alcuni esempi sono il Panel Study of Income Dynamics (dal 1968) negli USA, il Sozio-oekonomisches Panel (dal 1984) in Germania, il British Household Panel Survey (dal 1991), l'Household, Income and Labour Dynamics in Australia Survey (dal 2001) e l'European Community Household Panel (1994–2001).